# Vůz Bdmpee233 ČD
Vozy řady Bdmpee233, číslované v intervalu 61 54 20-71, jsou jednou z řad velkoprostorových osobních vozů druhé třídy z vozového parku Českých drah. Vznikly mezi lety 2013 a 2014 modernizací všech 40 zbývajících vozů řady Bmee248 v Pars nova Šumperk.

## Vznik řady
První záměr na modernizaci původních vozů Bmee248 byl Českými drahami ohlášen již v první polovině roku 2010. 18. ledna 2011 bylo oficiálně vyhlášeno výběrové řízení. Předpokládaná cena rekonstrukce měla být asi 22 milionů Kč za vůz. Výběrové řízení bylo uzavřeno na začátku roku 2012. Výhercem se stala šumperská společnost Pars nova, která nabídla cenu o více než 4,5 milionu Kč za vůz nižší než plánovanou. Celková cena rekonstrukce tedy je 695,6 milionů Kč (přibližně 17,4 milionu Kč za vůz). Všechny vozy by měly být dodány do 32 měsíců od podpisu smlouvy.
První vůz této řady byl veřejnosti představen 12. února 2013 v areálu firmy Pars nova Šumperk. Po představení se prototypový vůz podrobil zkouškám v Praze na Zličíně a na Železničním zkušebním okruhu u Cerhenic.

## Technický popis
Jsou to klimatizované vozy typu UIC-Z o délce 26 400 mm. Mají podvozky GP 200 vybavené kotoučovými a nouzovou elektromagnetickou kolejnicovou brzdou. Nejvyšší povolená rychlost těchto vozů je 160 km/h.
Vnější nástupní dveře těchto vozů jsou předsuvné, za jízdy blokované, mezivozové přechodové a oddílové dveře jsou poloautomatické. Všechny dveře ve voze jsou ovládané tlačítky. Většina oken (až na tři na každé straně) je pevných, nedělených, zbylé jsou výklopné v horní čtvrtině.
Při rekonstrukci je kompletně obnoven interiér, nyní pojatý jako velkoprostorový, včetně výměny oken, vůz je vybaven klimatizací, je zřízen prostor pro odkládání objemných zavazadel, jízdních kol a dětských kočárků, jsou dosazeny WC s uzavřeným systémem, zásuvky 230 V a elektronický informační a rezervační systém.
Vozy mají celkem 80 nepolohovatelných sedaček vyrobených firmou MSV Interier. Na sedačkách za sebou jsou k dispozici stolky sklopné, na sedačkách proti sobě pak velké rozkládací. Vozy jsou vybaveny čtyřmi háky pro přepravu jízdních kol.
Na vozy je již z výroby aplikován nový modro-bílý korporátní nátěr Českých drah od studia Najbrt. Na vůz č. 021 byly v roce 2015 aplikovány reklamní polepy Horalky Sedita. Na vozy č. 013 a 040 byl v roce 2017 aplikován reklamní nátěr na Škodu Karoq. Tyto vozy byly nasazovány na speciální vlaky Karoq Expres vozící prodejce Škoda Auto na školení v Bratislavě.

## Provoz
GVD 2024/2025
- Ex6 (EuroCity Bavorský expres) Praha - Plzeň - Domažlice - Hof - Munchen Hbf
- Ex6 (InterCity Západní expres) Praha - Plzeň - Cheb
- Ex32 (EuroCity Baltic expres) Praha - Pardubice - Letohrad - Klodzko - Wroclaw - Poznaň - Gdaňsk - Gdynia

### Nehody
4. srpna 2021 došlo ke srážce osobního vlaku 7406 z Plzně a expresu 351 z Mnichova u Milavčí ve výhybně Radonice. Na expresu byly poškozeny vozy č. 027 a 032. Do provozu se již nevrátily.

## Galerie

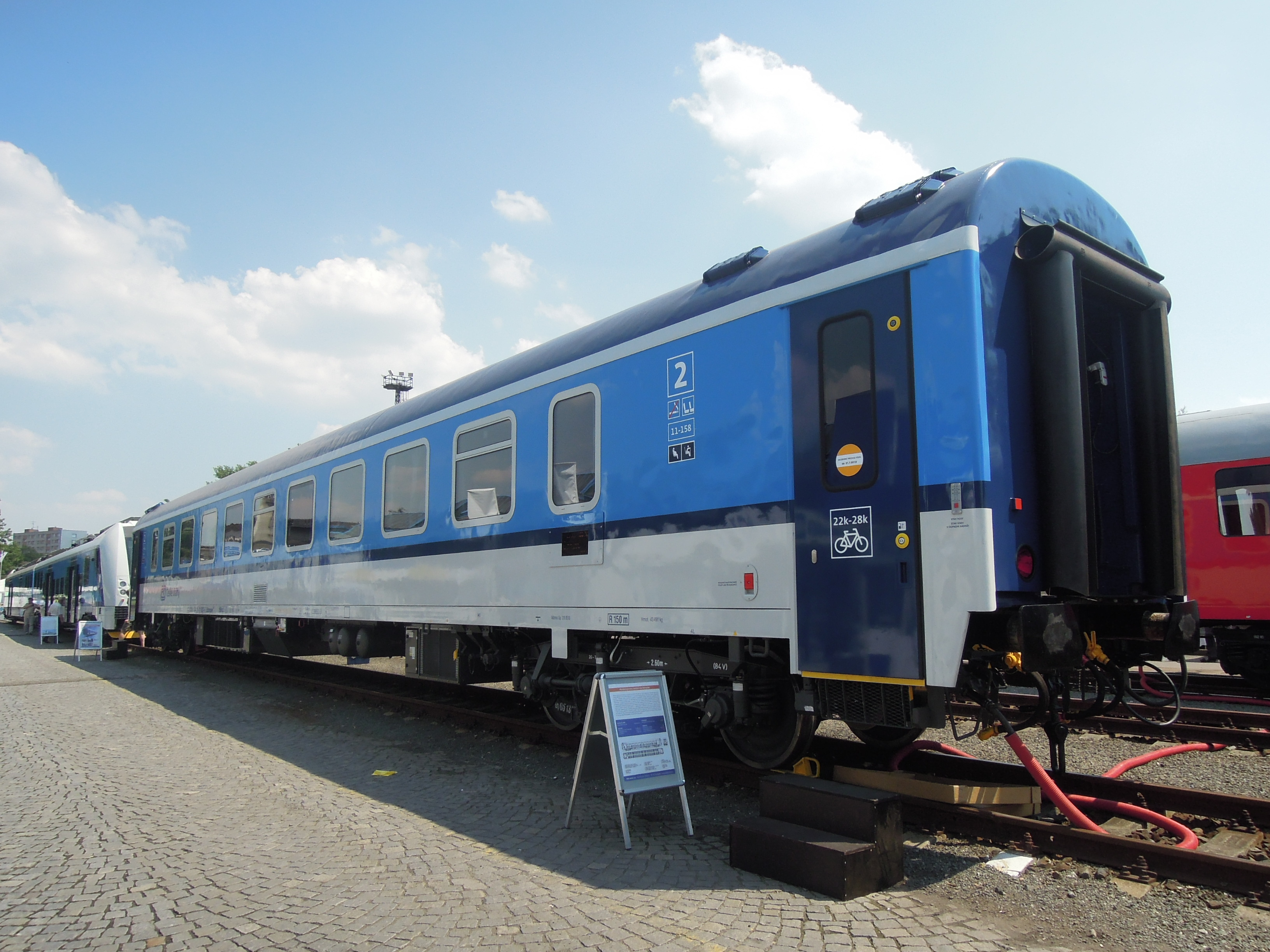
Vůz Bdmpee233
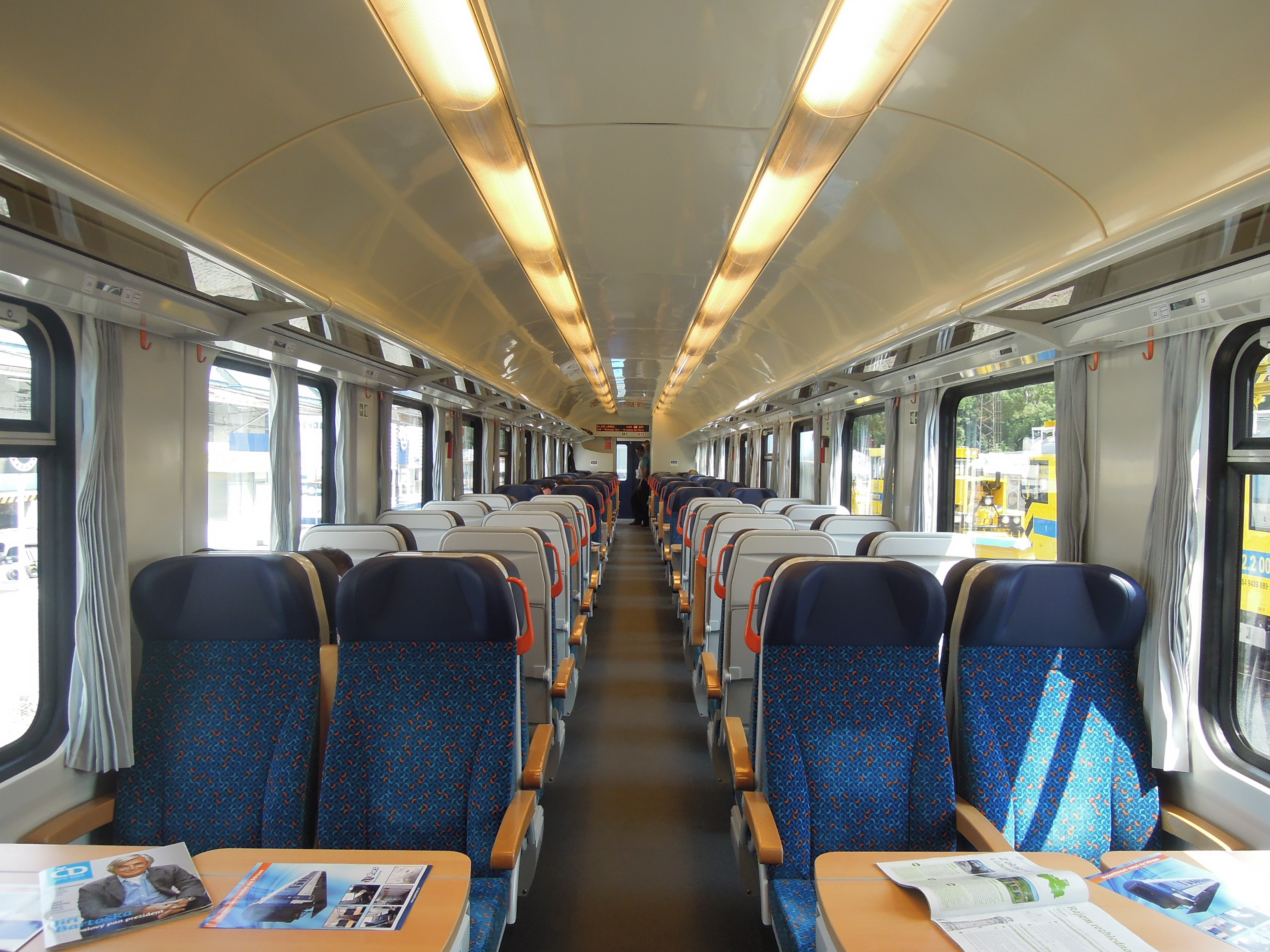
Interiér vozu
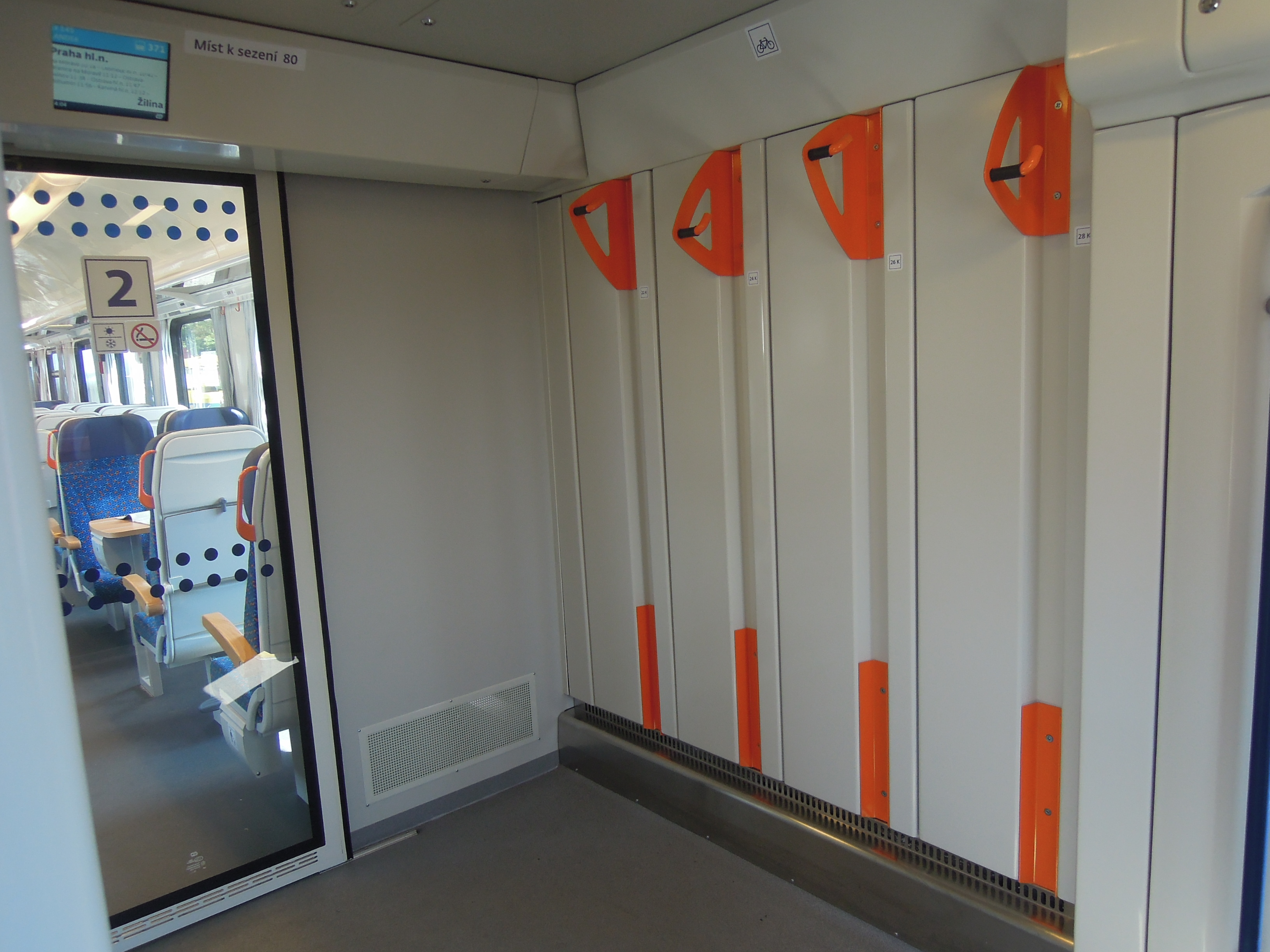
Část vozu pro přepravu jízdních kol